# Distribuição bimodal

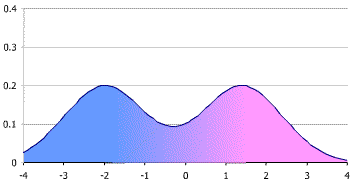
Figura 1. Uma distribuição bimodal simples, neste caso uma mistura de duas distribuições modais com a mesma variância mas médias diferentes.

Em estatística, uma distribuição bimodal é uma distribuição de probabilidade contínua com duas modas diferentes. Estas aparecem como picos distintos (máximo local) na função de densidade de probabilidade, como mostrada na Figura 1.
Em uma distribuição bimodal frequentemente há uma mistura de duas populações estatísticas (em grandes amostras, onde a probabilidade de serem picos espúrios é pequena).